# 厄賴法冰蓋

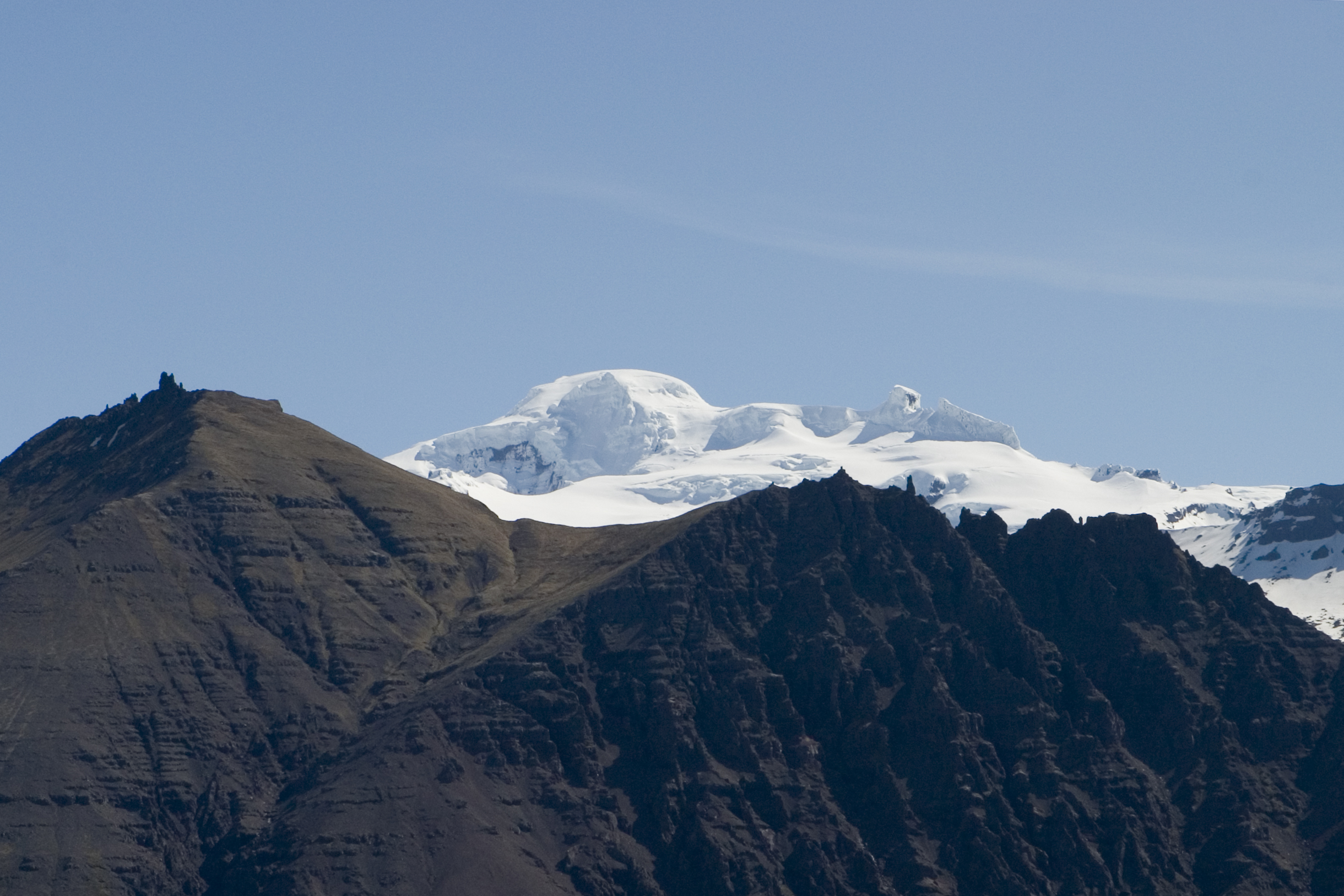
厄赖法冰盖

厄赖法冰盖（冰島語發音：[ˈœːrˌaiːvaˌjœːkʏtl̥]）是冰島的火山，位於該國東南部，海拔高度2,109米，山頂的破火山口寬5公里，最近一次火山噴發在1728年發生，人類在1974年8月11日首次成功登頂。

## 外部連結
- Volcano Images of Europe
- Photos of Öræfajökull （页面存档备份，存于） www.Icelandportfolio.com
- Öræfajökull – picture gallery www.islandsmyndir.is
- http://www.volcano.si.edu/world/volcano.cfm?vnum=1704-01= （页面存档备份，存于）

64°00′N 16°39′W / 64.000°N 16.650°W